# جيرهارد وايبيل
جيرهارد وايبيل (بالألمانية: Gerhard Waibel)‏ (و. 1938  م) هو مهندس فضاء جوي، ومهندس ألماني، ولد في فرانكفورت.